# Гамера: Защитник Вселенной
«Гамера: Защитник Вселенной» (яп. ガメラ 大怪獣空中決戦) — японский кайдзю-фильм (токусацу) режиссёра Сюсукэ Канэко, девятый о гигантской черепахе Гамере, первый во второй эре франшизы — Хейсее. Это первый фильм с Гамерой, снятый совместно кинокомпаниями Toho и Daiei. Фильм был признан блокбастером 1995 года. Это первый успешный фильм с Гамерой со времён «Гамеры против Джайгера». Сюжет разворачивается вокруг противостояния двух мега-монстров: Гамеры и Гяоса (это четвёртый фильм с его участием). Оба были созданы древней цивилизацией, но если Гамера защищает людей, то Гяос пытается уничтожить человечество.
Фильм вышел в прокат 11 марта 1995 года, почти через 30 лет после первого фильма, и спустя без малого 15 лет после «Гамеры — супер-монстра».
Это первый фильм о Гамере, который официально распространялся на территории России.

## Сюжет
Корабль, перевозящий плутоний в Тихом океане, натыкается на неизвестно откуда взявшийся атолл, который, как к тому же оказывается, самостоятельно двигается. К счастью, аварии удаётся избежать, но гигантский объект удаляется в неизвестном направлении. Начальник штаба управления морской безопасности Кусанаги начинает расследование по поводу странного атолла, который направляется к побережью Японии. Он принимает просьбу капитана Яномори участвовать в этом деле.
В это время орнитолога Нагаминэ вызывают на остров Химигами, куда отправился и откуда не вернулся профессор Хирата. Как заявляет патрульный полицейский, с острова накануне во время сильного тайфуна кто-то в отчаянии пытался связаться с континентом, так как на него напало огромное существо, похожее на птицу. Исследовательский состав прибывает на место, и обнаруживает на побережье сплошные разрушения, а также остатки полупереваренной пищи, среди которых Нагаминэ находит вещи Хираты. Углубившись в лес, исследователи вскоре замечают быстро пролетевшее над ними огромное существо с размахом крыльев в 15 м. Нагаминэ полагает, что эта птица ищет пропитание и направляется к Японии.
Летающий монстр приближается к аэропорту в Нагасаки, но радары сил самообороны почему-то не могут засечь его. Он начинает охотиться в пригороде. Существо пытаются отвлечь вертолётом, и вблизи его удаётся хорошо рассмотреть: это оказывается не птица, а молодой Гяос. Нагаминэ удаётся отпугнуть чудовище вспышкой фотоаппарата. Монстр возвращается на остров, при этом удаётся заметить в воздухе ещё двух существ. Комитет по охране животных решает поймать их, заманив в клетки под куполом огромного стадиона.
Тем временем на розыскном судне Кусанаги обнаруживают дрейфующий атолл у восточных берегов Филиппин. В ширину странный объект достигает 45-60 м. Его тщательно обследуют, сканируют. Исследуя его поверхность, Яномори и его помощники находят там множество странных маленьких предметов из неизвестного металла изогнутой формы, а также край необычной плиты, выглядывающей из камней. Её пытаются выкопать, но она внезапно становится тёплой и разваливается, а весь атолл приходит в движение. Слой камней начинает откалываться и вот становится различима чья-то огромная голова с одного конца. Странный объект оказывается гигантской черепахой Гамерой.
Яномори прибывает на побережье и направляется к начальнику комитета предупредить о приближении к Фукуоке морского гиганта, но его слова никто не воспринимает всерьёз. Гяосы снижаются внутрь стадиона и кормятся приготовленным для них мясом со снотворным. Купол стадиона начинает закрываться, и Гяосы пытаются улететь, но их усыпляют транквилизаторами, только одному из трёх существ удаётся покинуть стадион.
В этот момент из бухты появляется Гамера и уничтожает взлетевшего Гяоса. Черепаха приближается к стадиону, круша все городские постройки на своём пути. Пока власти проводят эвакуацию населения, два Гяоса пробуждаются в клетках. Они разрезают прутья клеток ультразвуковыми лучами и вылетают на свободу как раз в тот момент, когда Гамера почти до них добралась. Гамера поднимается в воздух и, вращаясь наподобие летающей тарелки, улетает следом за Гяосами.
Яномори гостит у Кусанаги и его дочери Асаги. Вместе они догадываются о расшифровке странных рун на плите, которую успели сфотографировать незадолго до того как она обрушилась и появилась Гамера. Начертанное на ней странное пророчество о появлении Гамеры «из колыбели времени к моменту появления тени зла» приводит в недоумение всех троих. После недолгих рассуждений они приходят к выводу, что Гамера очнулась на дне Тихого океана из-за активной добычи там плутония. Это отчасти объясняет, откуда черепаха берёт энергию для полёта. Яномори дарит Асаги найденный металлический предмет на спине Гамеры.
Нагаминэ снова отправляется на Химигами, там она к величайшему расстройству обнаруживает погибших Гяосов, которые загрызли друг друга из-за нехватки пищи. Разведочная экспедиция отправляется в горы Кисо, Яномори и Кусанаги — за ней. В скором времени там, вблизи местной деревни появляется гигантский взрослый Гяос, который пожирает людей. Яномори и Нагаминэ спасают от гибели деревенского мальчика на мосту, при этом Гяос едва не срезает мост своим лучом. В критический момент появляется Гамера и выстреливает огненным шаром в Гяоса. Тот погибает, но его сменяет другой Гяос. Гамера получает тяжёлую травму, но заслоняет собой мост, на котором у людей случилась задержка. Подождав, пока все не спасутся, Гамера взлетает и начинает преследовать Гяоса. Яномори приходит к выводу, что Гамера на стороне людей в этом противостоянии монстров. Ничего не знающие силы самообороны подбивают Гамеру ракетой и она снижается у Фудзиямы.
В это время Асаги, находящаяся в поезде эвакуации начинает чувствовать себя плохо. Её поезд останавливается ближе конечной станции, и Асаги поезжает на такси к Фудзияме, где начинается пальба по черепахе. По необъяснимой причине Асаги чувствует боль в своём теле, когда Гамеру ранят в очередной раз. По прибытии на нужное место Асаги начинает понимать, что её жизнь теперь зависит от состояния Гамеры. Гамера падает в лесу, подбитая ракетами, и внезапно появляется Гяос. Он ранит Гамеру своим лучом в левую переднюю лапу и в этот момент на левой руке Асаги появляется кровоточащая рана. Гамера успевает увернуться от новой атаки монстра и улетает, спасаясь и от Гяоса и от артиллерийских войск на дно океана.
Лишившуюся сознания Асаги доставляют в больницу. Девочка выздоравливает и вскоре понимает, что её связь с Гамерой объясняется её подарком от Яномори — древним предметом из плутония, который стал для неё как талисман.
В это время Нагаминэ и Яномори присутствуют на совещании властей. Им сообщают, что решение поймать Гяоса живьём всё остаётся в силе. Начальник комитета по охране животных не верит пророчеству, что Гамера защищает людей от Гяоса.
Чуть позже Нагаминэ и Яномори навещает их сотрудник. Он показывает им результаты исследования погибших Гяосов. Выясняется, что у этих монстров всего одна пара хромосом, но она совершенна. Внимательнее изучив пророчество, все приходят к выводу, что Гяос появился не в процессе эволюции, а был искусственно выведен исчезнувшей цивилизацией 10 000 лет назад. Также результаты генетического исследования показали, что Гяосы являются гермафродитами: могут менять свой пол и при достаточном количестве пищи размножаться в неограниченном темпе. Когда он начал уничтожать древний мир, люди поспешно создали Гамеру, но было слишком поздно, целая цивилизация была стёрта с лица Земли.
В это время на Токио нападает увеличившийся в размерах монстр — Супер-Гяос, с размахом крыльев больше 100 м. Теперь монстр уже не чувствителен к солнечному свету. Незалого до рассвета он опускается в центральном парке. Чудовище пытаются отогнать дальнобойными ракетами, но Гяос пролетает мимо Токийской телебашни, и ракеты сбивают верхнюю часть строения. Гяос устраивает гнездо на уцелевшей части конструкции и откладывает несколько яиц.
Тем временем у себя дома просыпается Асаги, и вместе с ней — Гамера на дне океана.
Гамера прилетает в Токио, уничтожает гнездо Гяоса и начинается битва титанов. Гяос ранит Гамеру в голову, при этом у Асаги появляется рана на лице, Гамера уворачивается от вражеских лучей и взлетает к облакам, Гяос — за ней. Вскоре оба монстра на огромной скорости поднимаются за пределы наивысших слоёв атмосферы, в космос. Монстры сцепляются и стремительно падают вниз, Гяос лишается задней лапы, а Гамера падает на завод. Асаги сосредотачивается вместе с отцом на своём талисмане и ей удаётся спасти Гамеру от взрыва. Гяос нацеливается своим лучом на врага, но Асаги помогает Гамере преждевременно выстрелить в него пламенем. Гяос взрывается, Гамера разворачивается к океану и Асаги теряет с ней связь, все её шрамы заживают.
Нагаминэ делает предположение, что убитые Гяосы были далеко не единственными в своём роде и что их яйца могут быть и в других местах планеты. Яномори разделяет её опасения, что в другой раз человечеству не придётся рассчитывать на помощь Гамеры, но Асаги уверена, что черепаха ещё вернётся.
Гамера ныряет в океан и уплывает в неизвестном направлении.

## В ролях
| Персонаж         | Актёр/Актриса     | Характеристика |
| ---------------- | ----------------- | --- |
| Ёсинари Яномори  | Цуёси Ихара       | Руководитель по добычи плутония, оказавший немалую помощь в исследовании двигающегося атолла (который оказался Гамерой), также помогал Нагаминэ в исследовании Гяосов. |
| Маюми Нагаминэ   | Синобу Накаяма    | Орнитолог, приложила все усилия для помощи в поимке Гяосов, вызывает симпатии у Яномори. |
| Асаги Кусанаги   | Аяко Фудзитани    | Ничем не примечательная девушка, которая смогла установить духовную связь с Гамерой через древний талисман, который ей подарил Яномори. Асаги, как никто другой, понимала все намерения Гамеры. |
| Наоя Кусанаги    | Акира Онодэра     | Отец Асаги, начальник штаба по управлению морской безопасности. Занимался расследованием дрейфующего атолла в океане. Всегда и во всём поддерживал свою дочь и Яномори. |
| Сатаке           | Хацунори Хасэгава | Полновник, руководивший охотой на Гяосов. Первоначально считал, что опасаться нужно Гамеру, поэтому объявил военное положение в прибрежной зоне из-за появления там Гамеры. |
| Саито            | Хиротаро Хонда    | Глава комитета по охране животных. Во что бы то ни стало хотел поймать Гяоса живым, даже когда тот стал представлять опасность для людей. Только когда Супер-Гяос появился в Токио, отказался от своих намерений. |
| Осако            | Юкидзиро Хотару   | Инспектор. |
| Гамера           | Дзюн Сюдзуки      | Гигантская черепаха. Была создана в далёком прошлом для спасения людей от Гяосов. Первоначально была замурована слоем камней, из-за чего её приняли за дрейфующий атолл. Имеет энергетическую связь с Асаги через проводник-талисман. |
| Гяосы/Супер-Гяос | Юми Канеяма       | Летающие существа, похожие на летучих мышей, но по поведению близкие к птицам. Были созданы людьми древней цивилизации как идеальные суперхищники, но которые уничтожили своих создателей. Гяосы начали вылупляться из отложенных давно яиц когда сложились наиболее благоприятные для них природные условия. Появившийся Супер-Гяос стал серьёзной угрозой всему человечеству. |

## Награды
Фильм был удостоен множества наград, наилучшие из которых:
- 1996 — лучшее исполнение женской роли: Синобу Накаяма (номинация на Премию Японской академии кинематографа) и Синобу Накаяма (победа, Blue Ribbon).
- 1996 — лучший режиссёр: Сьюсьюке Канеко (победа, Blue Ribbon).
- 1996 — лучший сценарий: Кадзюнори Ито (победа, фестивальный приз).
- 1996 — лучшие спецэффекты: Синдзи Хигухи (победа, фестивальный приз).

## Релиз
Фильм вышел на DVD в 2003 году. В 2010 году «Гамера: Защитник Вселенной» вышел в Blu-ray вместе с остальными фильмами эпохи Хейсей о Гамере.

## Факты
- Начиная с этого фильма Гамера использует как оружие не струю пламени, а огненные шары.
- Эпизод, когда Гяос лишается задней лапы, является отсылкой к фильму «Гамера против Гирона».
- В декабре того же года кинокомпания Toho выпустила ещё один кайдзю-фильм — Годзилла против Разрушителя.